# Депре, Луи
Луи Депре (фр. Louis Desprez; 7 июля 1799, Париж — 16 ноября 1870, XIV округ Парижа) — французский скульптор.

## Биография
Родился в 1799 году в Париже. Учился в Высшей школе изящных искусств того же города в мастерской Франсуа Жозефа Бозио. В 1826 году он получил Римскую премию первой степени в области скульптуры за произведение «Смерть Ориона», опередив Франсуа Жуффруа, после чего провёл, по условиям премии, несколько лет, обучаясь во Французской академии на Вилле Медичи в Риме.
Вернувшись во Францию, много и плодотворно работал. Создал многочисленные бюсты, несколько статуй, активно участвовал в реставрации парижских готических церквей и дополнении их скульптурного убранства.
В 1851 году стал кавалером ордена Почётного легиона.
Скончался в 1870 году в Париже.

## Галерея

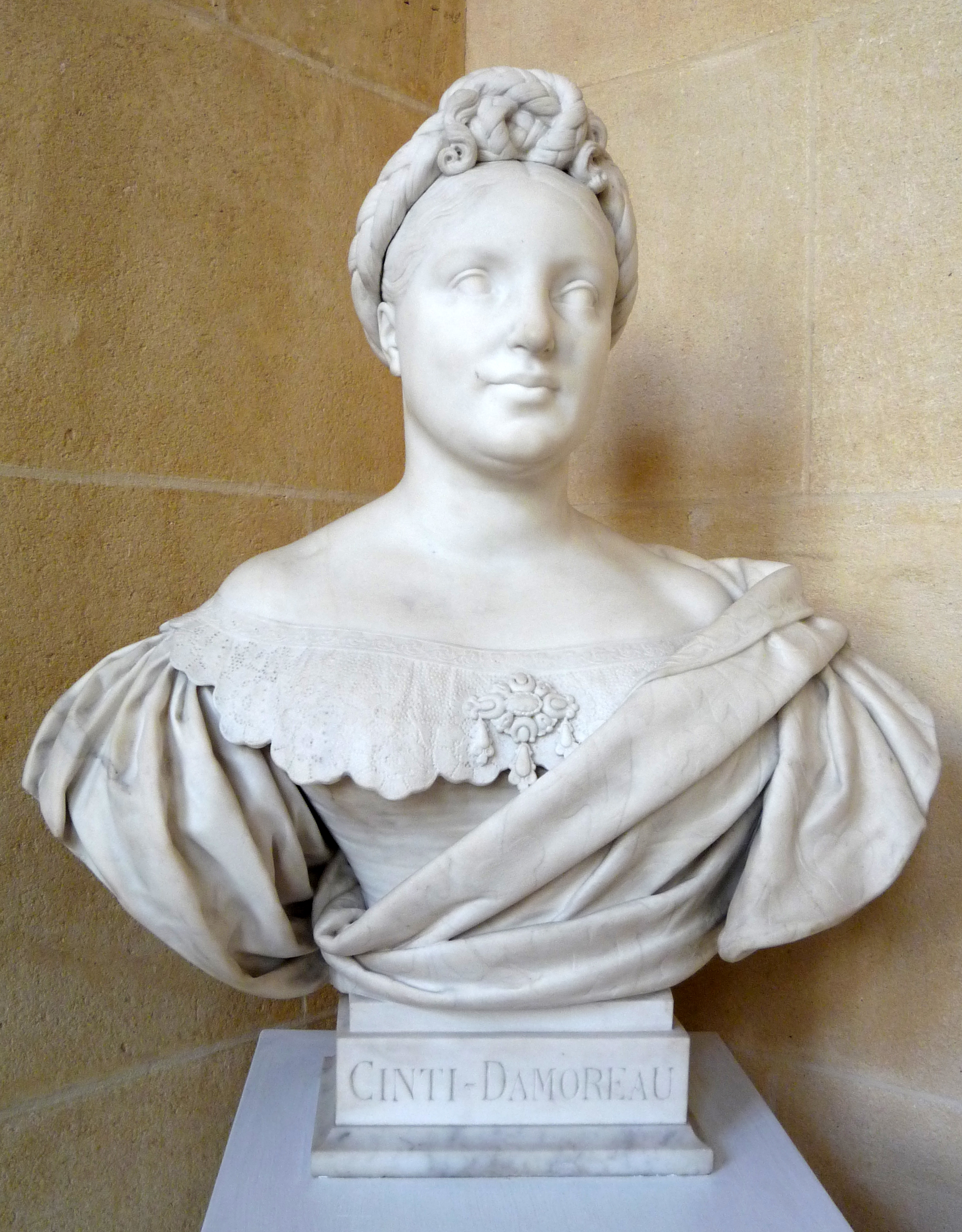
Лаура Чинти-Даморо (1834), Библиотека-музей Парижской оперы.
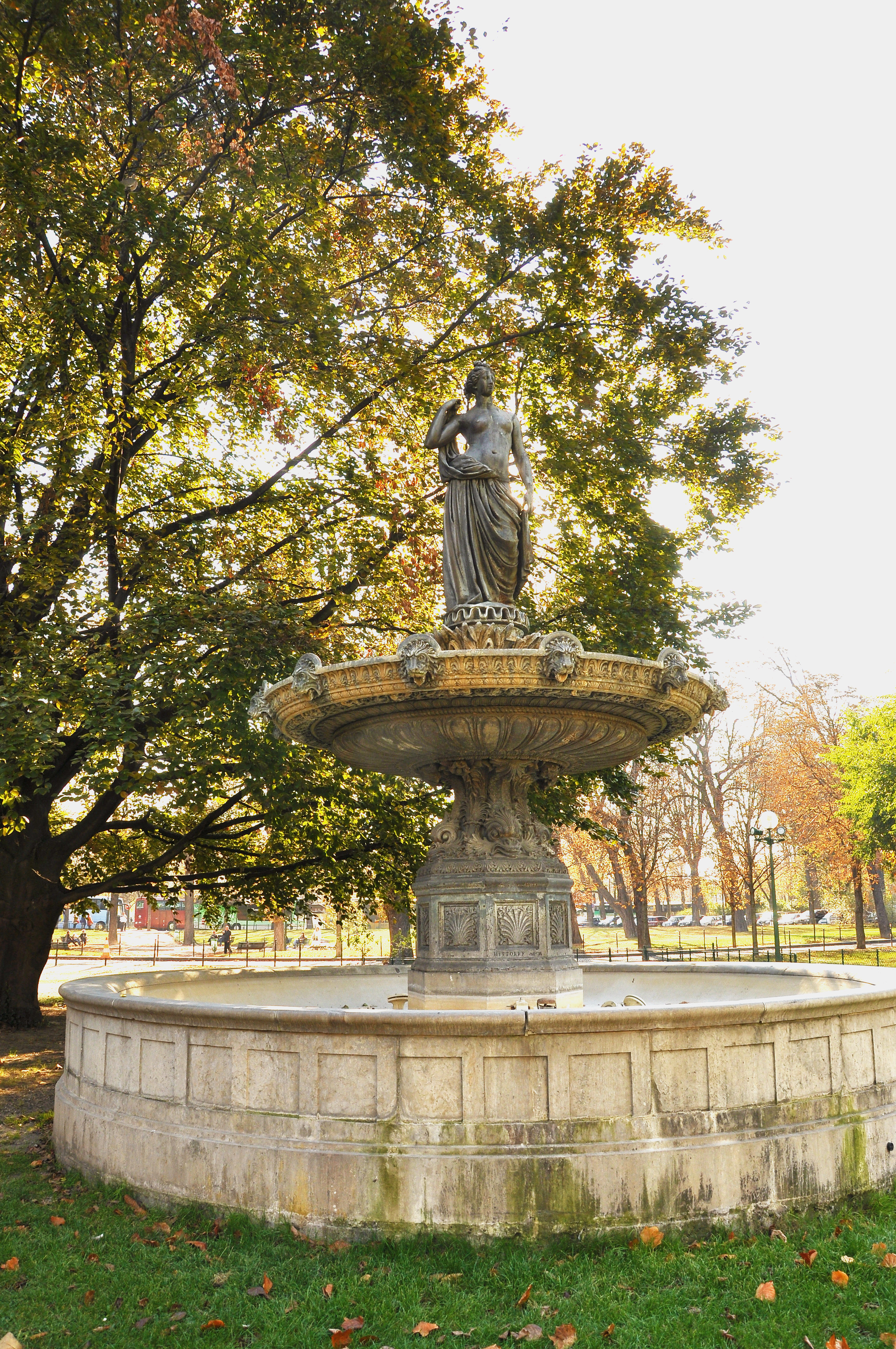
Фонтан Дианы (Париж)
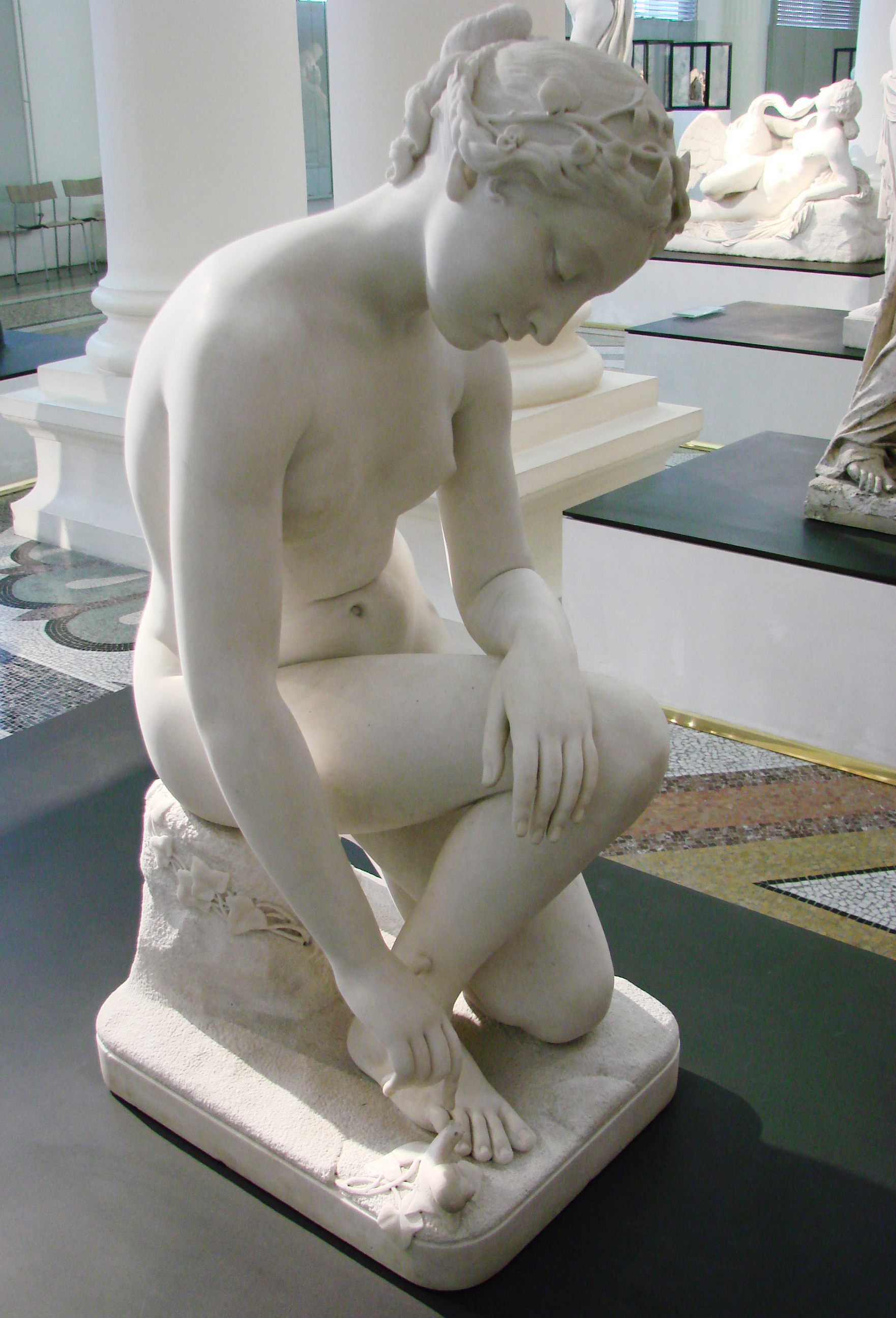
Девушка с улиткой (1843), Музей Пикардии, Амьен.
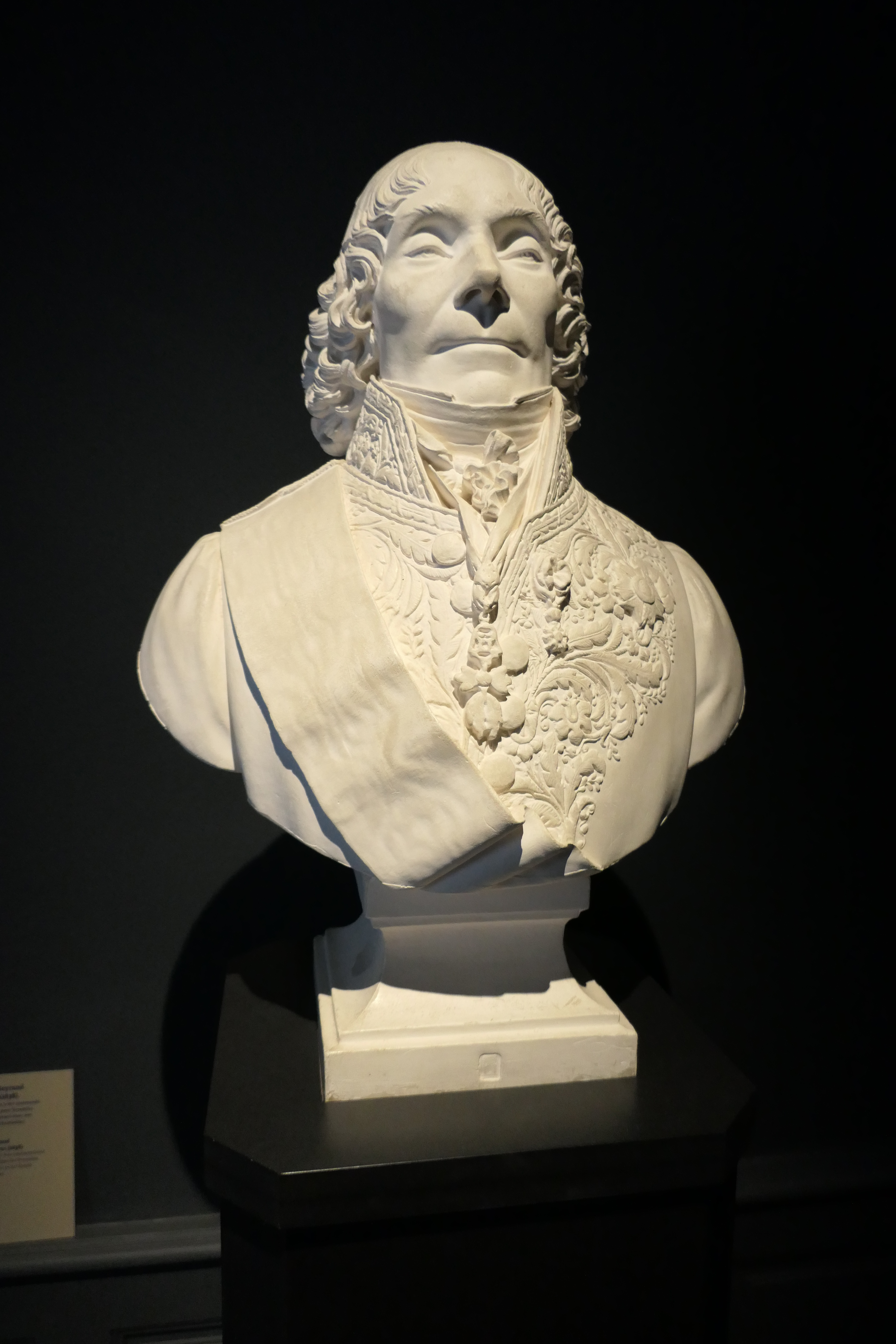
Шарль Морис Талейран, замок Валансе
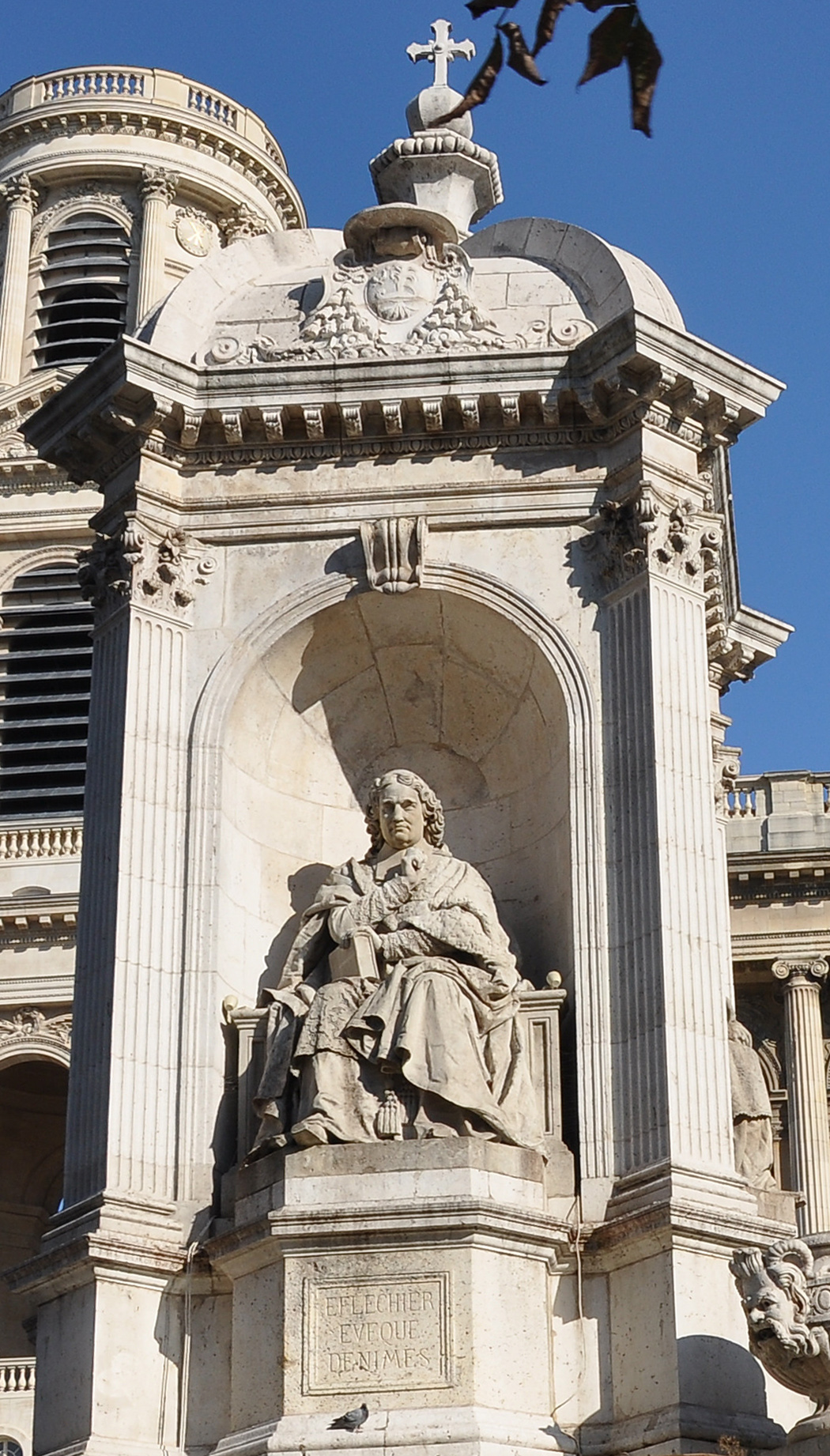
Эспри Флешье (1844), фонтан Сен-Сюльпис, Париж.
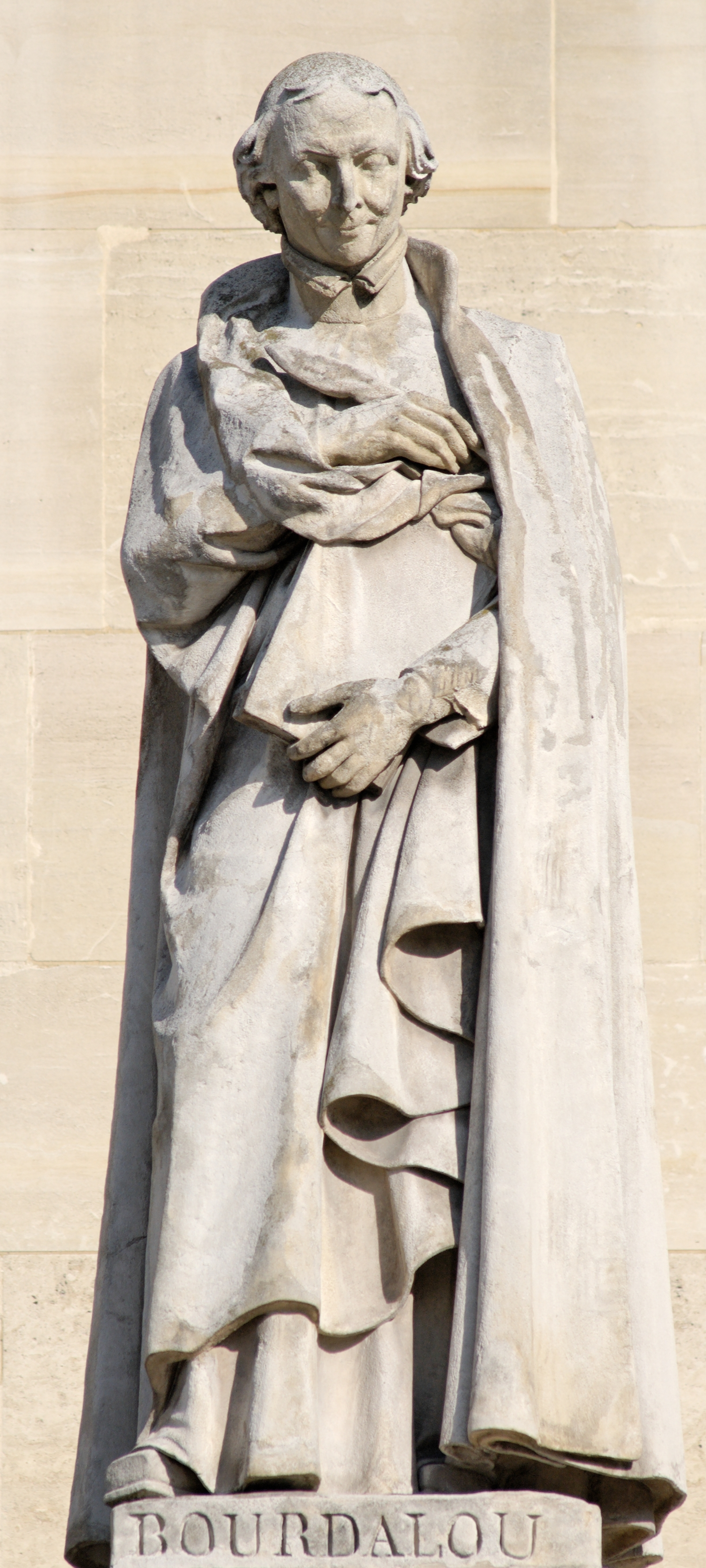
Луи Бурдалу (1853), Лувр (фасад), Париж.
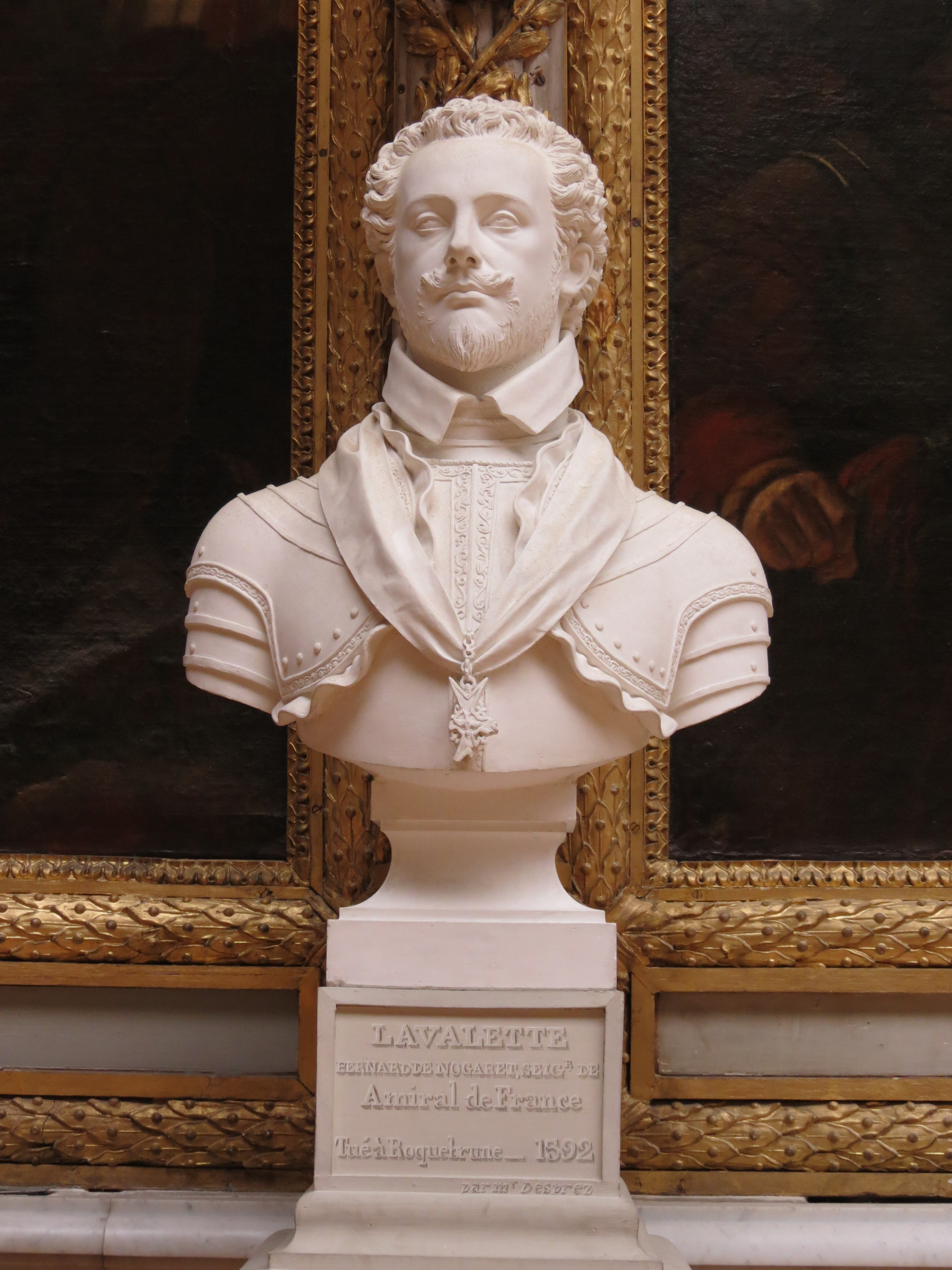
Бернар де Ногаре, Версаль.
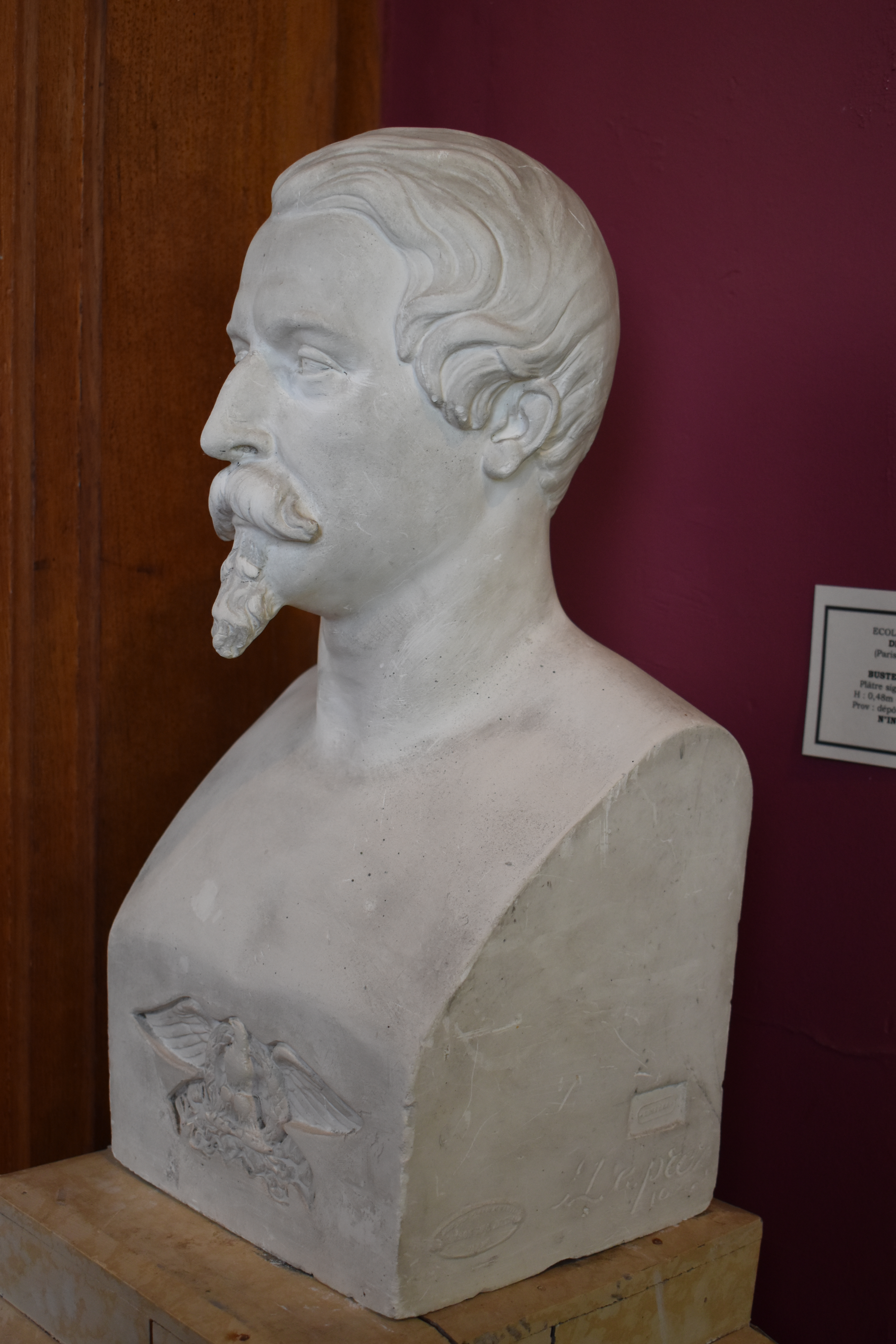
Наполеон III, Баньер-де-Бигор, Musée Salies.